# Lou Spence
Louis Thomas Spence, DFC & Bar (4 de abril de 1917 - 9 de septiembre de 1950) fue un piloto de caza y comandante de escuadrón de la Real Fuerza Aérea Australiana (RAAF). Durante la Segunda Guerra Mundial voló con el Escuadrón n.º 3, obteniendo la Cruz de Vuelo Distinguida (DFC), y comandó el Escuadrón n.º 452, recibiendo una Mención en los Despachos. Dirigió el Escuadrón n.º 77 en los primeros meses de la Guerra de Corea, y recibió una barra a su DFC, así como la Legión al Mérito y la Medalla Aérea de EE. UU., por su liderazgo.
Nacido en Bundaberg, Queensland, Spence trabajó en un banco antes de alistarse en la RAAF en marzo de 1940. En agosto del año siguiente fue destinado al norte de África con el escuadrón n.º 3, que operaba con P-40 Tomahawks y Kittyhawks contra las fuerzas alemanas e italianas; se le atribuyó el derribo de dos aviones alemanes. En 1944, Spence dirigió el Escuadrón 452, que volaba con Supermarine Spitfires para defender la zona noroeste de Australia contra los japoneses. Tras un breve regreso a la vida civil después de la Segunda Guerra Mundial, se reincorporó a la RAAF en octubre de 1946. Tomó el mando del escuadrón n.º 77, que operaba con Mustangs P-51 como parte de la Fuerza de Ocupación de la Commonwealth británica en Japón, en febrero de 1950. El escuadrón entró en acción una semana después del estallido de la Guerra de Corea en junio. Spence murió durante una misión a baja altura sobre Corea del Sur en septiembre de 1950.

## Primeros años
Nacido el 4 de abril de 1917 en Bundaberg, Queensland, Louis Thomas Spence era el quinto hijo de Robert John Spence, agricultor, y Louise Margaretta Marie, de soltera Koob. Su ascendencia era irlandesa por parte de su padre y alemana por parte de su madre. Spence asistió a la Longreach State School de 1924 a 1931 y al Thornburgh College de Charters Towers de 1932 a 1934. Con éxito académico, también destacó en los deportes, como el cricket, la liga de rugby y el tenis. Su pelo rubio claro le valió el apodo de "Silver". Fue empleado en la sede de Queensland del Banco de Nueva Gales del Sur en Brisbane, y estudió en el Instituto de Banqueros de Australasia.

## Segunda Guerra Mundial

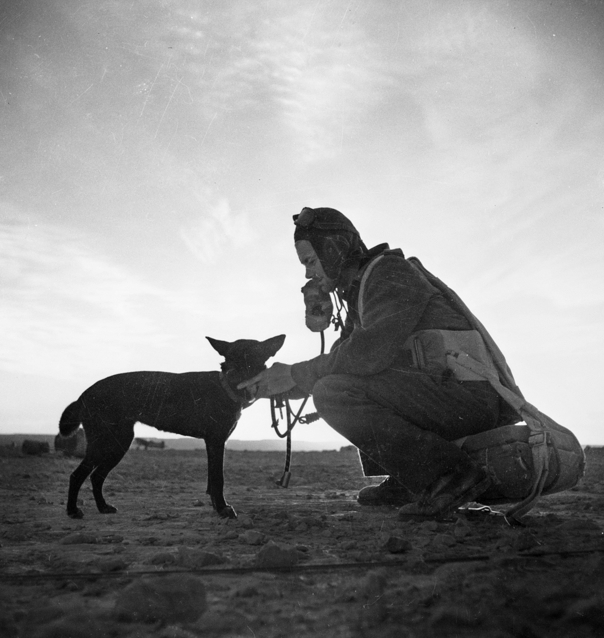
Oficial de Vuelo Spence con un perro que se sujetó al Escuadrón Núm. 3 en Libia, enero 1942

Spence se alistó en la Real Fuerza Aérea Australiana (RAAF) el 6 de marzo de 1940. Tras un entrenamiento de vuelo en Point Cook, Victoria, y en Archerfield, Queensland, fue comisionado como oficial piloto el 26 de agosto. El 28 de octubre se le asignó el escuadrón n.º 25 en Perth, Australia Occidental. El escuadrón operaba con CAC Wirraways. Spence fue ascendido a oficial de vuelo el 26 de febrero de 1941. Se casó con Vernon Swain, una enfermera, en la catedral de San Jorge, Perth, el 24 de mayo; la pareja tuvo dos hijos. El padre de Swain había sido piloto del Royal Flying Corps en la Primera Guerra Mundial. En agosto, Spence fue destinado a Oriente Medio. Realizó un entrenamiento de vuelo operativo en Jartum, Sudán, antes de incorporarse al escuadrón n.º 3 en septiembre. Con base en Egipto, el escuadrón n.º 3 operaba cazas P-40 Tomahawk contra las fuerzas alemanas e italianas.
El 1 de enero de 1942, después de haberse convertido en P-40 Kittyhawks, el escuadrón n.º 3 atacó dieciséis bombarderos en picado Junkers Ju 87 Stuka y su escolta de seis cazas Messerschmitt Bf 109 cerca de Agedabia, en Cirenaica; Spence fue acreditado con el derribo de un Ju 87. Aterrizó con su caza monoplaza en el desierto el 26 de enero para recoger a otro piloto del escuadrón n.º 3, el sargento Walter Mailey, cuyo Kittyhawk había sido derribado. El 14 de febrero, el escuadrón n.º 3 y el escuadrón n.º 112 de la RAF interceptaron más de treinta aviones italianos y alemanes que intentaban asaltar Tobruk. Los pilotos aliados declararon veinte aviones enemigos destruidos, uno de los cuales, un Bf 109, fue atribuido a Spence. El 15 de marzo reclamó un probable Bf 109, y fue ascendido a teniente de vuelo el 1 de abril. En la primera de sus cinco salidas en la zona de Bir Hacheim, el 16 de junio, Spence, junto con Nicky Barr, bombardeó y ametralló una columna de tanques alemanes y vehículos de apoyo, encendiendo fuegos que enviaban el olor a carne quemada a las cabinas de los aviones que volaban bajo, un "horror espantoso", según Spence, que le hizo enfermar físicamente. Sus numerosas misiones de ataque a tierra y sus dos victorias aéreas le valieron la Cruz de Vuelo Distinguido. Barr recordaba a Spence como el "bombardero en picada más caliente del desierto" y "una de las rocas del escuadrón".

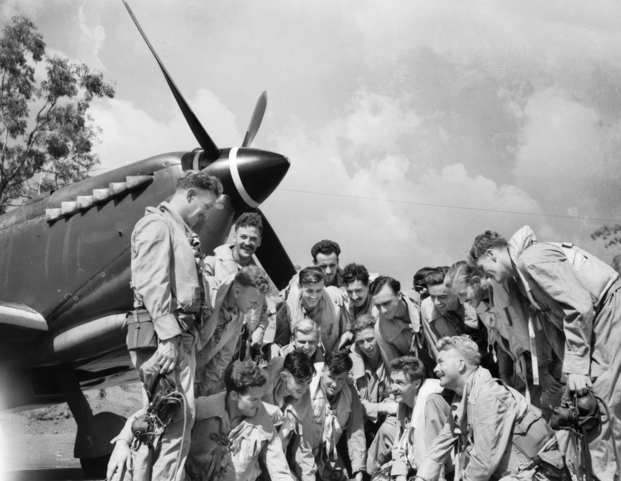
Dirigente de escuadrón Spence (a la derecha, arrodillado) informando a pilotos del Escuadrón Núm. 452 cerca de Darwin, 1944 tardío

En 1942, Spence fue destinado como instructor a la Unidad de Entrenamiento Operacional No. 2 en Mildura, Victoria. La unidad operaba con varios tipos de aviones, incluyendo Kittyhawks, CAC Boomerangs y Supermarine Spitfires. Spence fue ascendido a jefe de escuadrón en funciones el 1 de febrero de 1944 y asumió el mando del Escuadrón n.º 452 dos días después. Con base cerca de Darwin, Territorio del Norte, el No. 452 era uno de los tres escuadrones de Spitfire que componían el Ala 1 (de caza), cuya función era defender el área del noroeste de los ataques aéreos japoneses. El 8 de marzo, el escuadrón 452 fue enviado urgentemente a las cercanías de Perth, Australia Occidental, en respuesta a la preocupación de que una fuerza naval japonesa hiciera una incursión en la zona, pero resultó abortivo; no se produjo ningún ataque, y los escuadrones recibieron la orden de regresar a Darwin el 20 de marzo. El viaje a Perth había llevado al escuadrón 452 a través del mal tiempo, y Spence fue mencionado en los despachos por sus esfuerzos para llevar sus Spitfires a su destino. Del 9 al 21 de mayo, Spence estuvo al mando del ala 1 en ausencia del oficial al mando, el capitán de grupo Peter Jeffrey. Al mes siguiente, el Escuadrón 452 se trasladó del Ala 1 al recién creado Ala 80 (de caza), comandada por el Capitán de Grupo Clive Caldwell. Spence fue ascendido a jefe de escuadrón temporal el 1 de julio. El Escuadrón 452 completó la conversión de Spitfires Mk V a Mk VIII ese mismo mes.
A finales de noviembre de 1944, Spence fue destinado al Escuadrón n.º 452. A principios del año siguiente se incorporó a la Unidad de Entrenamiento Operativo n.º 8, que tenía su base en Parkes, Nueva Gales del Sur, y operaba con Wirraways, Boomerangs y Spitfires, entre otros tipos. Fue dado de baja del Ejército del Aire el 19 de noviembre de 1945.

## Entre guerras

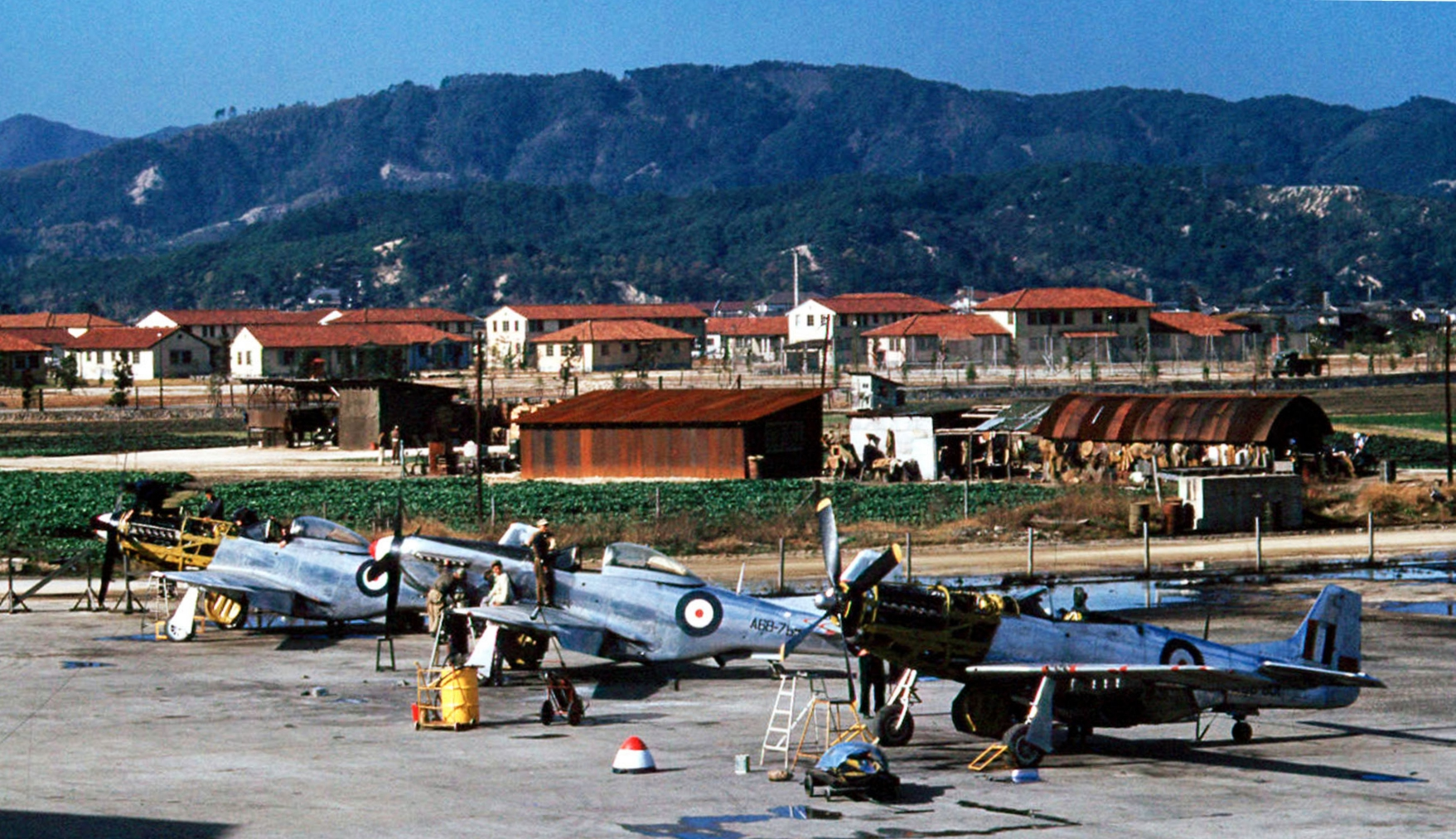
Aviones P-51 Mustang del Escuadrón n.º 77 recibiendo mantenimiento en Iwakuni, Japón, c. 1950

En lugar de reanudar su carrera bancaria después de la guerra, Spence se incorporó al Departamento de Información en Canberra, inicialmente en la administración y más tarde en el periodismo de aviación. Se reincorporó a la RAAF en 1946, recibiendo una comisión como oficial de vuelo (jefe de escuadrón temporal) a partir del 17 de octubre. Su primer nombramiento fue el de oficial administrativo superior en la estación de la RAAF en Canberra. El 13 de septiembre de 1947, voló a Surabaya, Java, como uno de los observadores militares de Australia con la comisión de las Naciones Unidas que supervisaba el alto el fuego entre las fuerzas holandesas y los nacionalistas indonesios. En noviembre, fue asignado a la recién creada Escuela de la RAAF, en Point Cook, donde fue nombrado ayudante y posteriormente dirigió el escuadrón de cadetes de la escuela. En esta última función, inauguró el entrenamiento de aventura del colegio, que incluía viajes en canoa por el río Murray en barcos construidos por los estudiantes.
Ascendido a comandante de ala, Spence fue destinado a Japón para tomar el mando del escuadrón n.º 77 el 28 de febrero de 1950. Con base en Iwakuni, el escuadrón operaba con Mustangs P-51 como parte de la Fuerza de Ocupación de la Commonwealth Británica (BCOF). Originalmente una de las tres unidades de caza de la RAAF bajo la BCOF, el escuadrón n.º 77 había sido desde finales de 1948 el único componente aéreo de Australia en Japón, convirtiéndose en el mayor escuadrón de vuelo de la Fuerza Aérea, con unos 300 oficiales y hombres, cuarenta Mustangs y varios aviones de transporte. Las tareas de ocupación habían sido poco intensas, siendo la principal tarea operativa las patrullas de vigilancia, pero la RAAF mantuvo un intenso régimen de entrenamiento y realizó ejercicios combinados con otras fuerzas aliadas. El 23 de junio, el escuadrón n.º 77 realizó el que se esperaba que fuera su último vuelo antes de rotar de vuelta a Australia.

## Guerra de Corea
Spence y su familia estaban a punto de irse de vacaciones antes de regresar a Australia cuando, el 25 de junio de 1950, el escuadrón n.º 77 fue puesto en estado de alerta para actuar en la Guerra de Corea, que acababa de estallar. La unidad fue solicitada específicamente por el general Douglas MacArthur, comandante de las fuerzas de las Naciones Unidas (ONU). El Escuadrón n.º 77 voló sus primeras salidas de escolta y patrulla desde Iwakuni el 2 de julio, convirtiéndose en la primera unidad no estadounidense de la ONU en entrar en acción. Ese día, Spence llevó ocho Mustangs en una misión de escolta para los B-26 Invaders de la Fuerza Aérea de los Estados Unidos (USAF) que atacaban un puente al sur de Seúl. Las familias que aún vivían en Iwakuni, a la espera de su repatriación de lo que se había convertido en un teatro de operaciones, pudieron ver cómo los Mustangs partían en misiones sobre Corea.

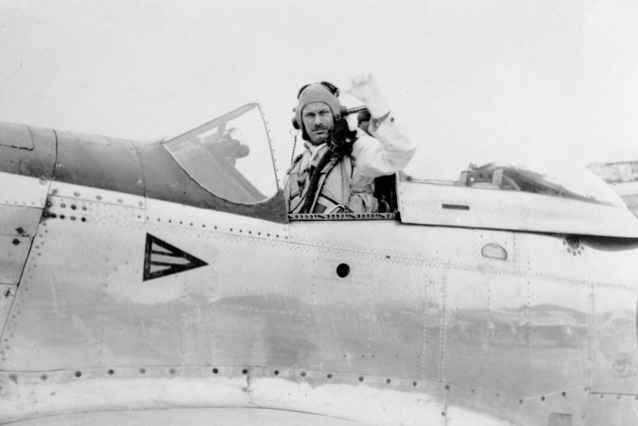
Comandante de ala Spence en su Mustang, antes de una misión sobre Corea, agosto 1950